# Ерл Річардсон
Доктор Ерл С. Річардсон, почесний президент, заслужений професор і науковий співробітник

## Біографія
Граф С. Річардсон є заслуженим президентом і старшим науковим співробітником Університету штату Морган у Балтіморі, штат Меріленд. Він має понад 45-річний досвід роботи у вищій освіті в штаті Меріленд, включаючи різні посади керівників Університету штату Меріленд, Університет штату Меріленд і Державний університет Моргана. Більше того, він працював радником та консультантом кількох президентів університетів та управлінських груп, законодавчих груп та інших державних та федеральних державних установ.
Служачи президентом Моргана протягом 26 років, університет був перетворений з невеликого гуманітарного закладу в докторський міський університетський міський університет зі значно розширеною пропозицією академічних програм на рівні бакалаврату, магістратури та доктора наук. Під його керівництвом, зокрема, кількість докторських програм зросла з однієї докторської в галузі міської освіти в цілому до 15, серед яких були докторські пропозиції в галузі мистецтв та гуманітарних наук, соціальних та поведінкових наук, природничих наук, освіти, інженерні та інші програми вивчення інфраструктури. У той же час Університет створив кілька нових шкіл, а саме Архітектурну школу, Школу громадського та громадського здоров'я, Школу соціальної роботи, Школу комп'ютера, Перебування Річардсона ознаменувалося значним зростанням і розширенням університету. Кількість студентів зросла більш ніж удвічі, а операційний бюджет зріс більш ніж у шість разів. Було проведено капітальний ремонт декількох визначних та історичних будівель; замінено інші об'єкти; і містечко було розширено за рахунок придбання площі в сусідньому торговому центрі Нортвуд та сусідньому лікарняному містечку. Крім того, були побудовані нові навчальні класи, які включали інженерний комплекс, центр виконавських мистецтв, архітектурний будинок з гаражем, комунікаційну установу, а також житлове приміщення для студентів, центр занять для студентів з місцями для паркування та нагороджену бібліотеку. Також етап затвердження, планування та проектування нового ділового будинку з мостом, що з'єднує з головним кампусом, нову будівлю соціальних та поведінкових наук, новий адміністративний комплекс у справах студентів та різноманітні проекти беатифікації в університетському містечку тривали. Ця історична забудова університетського містечка Моргана представляла першу частину плану поліпшення містечка на мільярд доларів, який Річардсон подав штату для вдосконалення університету протягом десяти років. Інші вдосконалення плану включають будівлю загальної адміністрації, приміщення для охорони здоров'я суміжних держав, новий науковий комплекс та будівлю, в якій розміщується школа соціальної роботи. Ця історична забудова університетського містечка Морган представляла першу частину плану поліпшення містечка на мільярд доларів, який Річардсон подав штату для вдосконалення університету протягом десяти років. Інші вдосконалення плану включають будівлю загальної адміністрації, приміщення для охорони здоров'я суміжних держав, новий науковий комплекс та будівлю, в якій розміщується школа соціальної роботи. Ця історична забудова університетського містечка Морган представляла першу частину плану поліпшення містечка на мільярд доларів, який Річардсон подав штату для вдосконалення університету протягом десяти років. Інші вдосконалення плану включають будівлю загальної адміністрації, приміщення для охорони здоров'я суміжних держав, новий науковий комплекс та будівлю, в якій розміщується школа соціальної роботи.
На піку своєї кар'єри доктор Річардсон очолював Раду Національної асоціації рівних можливостей у вищій освіті і був призначений президентом Вільямом Джефферсоном Клінтоном головою Консультативної ради Білого дому з історично чорних коледжів та університетів. Його стосунки з адміністрацією Клінтона призвели до частих візитів до Білого дому, а також історичних візитів Президента Клінтона до кампусу Університету Моргана в 1996 році, щоб виступити з промовою про початок роботи, і знову в 2000 році для відкриття нового Карла Дж. Мерфі Центр мистецтв штрафу.
За свою службу доктор Річардсон отримав численні визнання та нагороди. Серед цих визнань — престижна премія громадянства Сенату Меріленду, почесні доктори Коледжу Беннета (Південна Кароліна), Університету штату Меріленд Східний берег та Університету штату Морган; список серед «президентів підприємницьких коледжів» Фішера та Коха та визнання президента Барака Обами за видатні заслуги в американській вищій освіті.
З моменту виходу з посади президента, д-р Річардсон викладає адміністрацію вищої освіти з особливим акцентом на управління та інституції, що обслуговують меншини. Він також працює в Центрі громадянських прав у галузі освіти імені Роберта М. Белла, де зосереджується на правових питаннях, пов'язаних з історично чорними установами. Річардсон одружений з Шейлою Бантінг. У них є один син, Ерік Ентоні, MBA. Доктор Річардсон є членом братства Alpha Phi Alpha, Incorporated та братства Sigma Pi Phi.

## Освіта
- Університет Пенсильванії, докторська освіта — Вища освіта та Адміністрація вищої освіти — 1976
- Університет Пенсильванії, магістр наук — Адміністрація вищої освіти -1973
- Мерілендський державний коледж, бакалавр мистецтв — соціальні науки — 1965